# Bartholomew Bouverie
Bartholemew Bouverie (29 octobre 1753 - 31 mai 1835), est un homme politique britannique.

## Jeunesse
Il est le deuxième fils de William Bouverie (1er comte de Radnor), et de sa deuxième épouse Rebecca Alleyne, fille de John Alleyne, de la Barbade, et sœur de John Alleyne (1er baronnet) (en). Il est le demi-frère de Jacob Pleydell-Bouverie (2e comte de Radnor), et le propre frère de William Henry Bouverie et Edward Bouverie. Il fait ses études à Harrow School et au University College d'Oxford.

## Vie publique
Il est élu au Parlement pour Downton en décembre 1779, mais est invalidé sur pétition en février de l'année suivante. Il est de nouveau réélu pour la circonscription en 1790 et continue de la représenter jusqu'en 1796. De 1802 à 1806, il est commissaire à l'audit des comptes publics. La dernière année, il est réélu pour Downton pour la troisième fois et occupe le siège jusqu'en 1812, puis à nouveau entre 1819 et juin 1826, date à laquelle il est battu. Cependant, il est de nouveau élu en décembre 1826 et continue de siéger pour la circonscription jusqu'en 1830. En 1829, il est nommé commissaire métropolitain pour la folie, et le reste jusqu'à sa mort. Il est rarement actif à la Chambre des communes.

## Famille
Il épouse Mary Wyndham Arundell, fille de James Everard Arundell, en 1779. Leur fille Harriet Bouverie épouse Archibald Primrose (4e comte de Rosebery), et est la grand-mère d'Archibald Primrose (5e comte de Rosebery), Premier ministre du Royaume-Uni. Harriet provoque un scandale de société lorsqu'elle a une liaison avec son beau-frère Henry St John-Mildmay, 4e baronnet (le veuf de sa sœur décédée Charlotte). Elle obtient le divorce de Rosebery et épouse St John-Mildmay à Stuttgart après avoir obtenu une autorisation spéciale du roi de Wurtemberg. Une autre fille de Bouverie, Anna Maria Wyndham Bouverie, épouse Paulet St John-Mildmay (en), frère d'Henry St John-Mildmay, 4e baronnet. Mary Bouverie est décédée en février 1832. Son mari lui survit de trois ans et est décédé en mai 1835, à l'âge de 81 ans.